# Valerian Zenk
Valerian Michael Viktor Zenk (* 1989) ist ein ehemaliger deutscher Basketballspieler.

## Werdegang
Ab der Saison 2007/08 gehörte der 2,02 Meter große Innenspieler zur Mannschaft der SpVgg Rattelsdorf in der 1. Regionalliga Südost. Nachdem er im Spieljahr 2009/10 mit einem Punkteschnitt von 15,4 je Begegnung drittbester Korbschütze der Rattelsdorfer gewesen war, nahm er im Sommer 2010 ein Angebot der gerade in die 2. Bundesliga ProB aufgestiegene BG Leitershofen/Stadtbergen an. Zenk wurde mit der Mannschaft 2010 Vizemeister der 2. Bundesliga ProB, wodurch der Sprung in die 2. Bundesliga ProA gelang. Zenk hatte im Verlauf der Saison 2010/11 im Durchschnitt 5,2 Punkte je Einsatz erzielt. In der 2. Bundesliga ProA kam er in der Saison 2011/12 auf 17 Einsätze (2,5 Punkte/Spiel) und verfehlte mit der BG Leitershofen/Stadtbergen den Klassenerhalt.
In der Saison 2012/13 spielte Zenk für den TSV Oberhaching-Deisenhofen in der 1. Regionalliga Südost, in derselben Spielklasse bestritt er 2013/14 fünf Einsätze für München Basket sowie neun für den MTSV Schwabing. Im Schwabinger Trikot kamen in der Saison 2014/15 vier weitere Einsätze hinzu. Von 2017 bis 2019 spielte Zenk noch für den TSV Wolnzach in der 2. Regionalliga.